# Madrid Open 2015 - Qualificazioni singolare maschile
Le qualificazioni del singolare maschile del Mutua Madrid Open 2015 sono state un torneo di tennis preliminare per accedere alla fase finale della manifestazione. I vincitori dell'ultimo turno sono entrati di diritto nel tabellone principale. In caso di ritiro di uno o più giocatori aventi diritto a questi sono subentrati i lucky loser, ossia i giocatori che hanno perso nell'ultimo turno ma che avevano una classifica più alta rispetto agli altri partecipanti che avevano comunque perso nel turno finale.

## Teste di serie
1. Serhij Stachovs'kyj (primo turno)
2. João Sousa (ultimo turno, Lucky loser)
3. Vasek Pospisil (primo turno)
4. Daniel Gimeno Traver (qualificato)
5. Carlos Berlocq (primo turno, ritirato)
6. Albert Ramos Viñolas (qualificato)
7. Federico Delbonis (ultimo turno)

1. Thomaz Bellucci (qualificato)
2. João Souza (primo turno)
3. Marsel İlhan (ultimo turno)
4. Ričardas Berankis (ultimo turno)
5. Thanasi Kokkinakis (qualificato)
6. James Ward (primo turno)
7. Alejandro González (qualificato)

## Qualificati
1. Alejandro Falla
2. Alejandro González
3. Thanasi Kokkinakis
4. Daniel Gimeno Traver

1. Luca Vanni
2. Albert Ramos Viñolas
3. Thomaz Bellucci

### Lucky loser
1. João Sousa

## Tabellone qualificazioni

### Sezione 1
|  | Primo turno | Primo turno             | Primo turno             | Primo turno | Primo turno |  |  | Ultimo turno | Ultimo turno            | Ultimo turno            | Ultimo turno | Ultimo turno |  |
|  |             |                         |                         |             |             |  |  |              |                         |                         |              |              |  |
|  | 1           | Serhij Stachovs'kyj     | Serhij Stachovs'kyj     | 3           | 2           |  |  |              |                         |                         |              |              |  |
|  |             | Alejandro Falla         | Alejandro Falla         | 6           | 6           |  |  |              | Alejandro Falla         | Alejandro Falla         | 6            | 7            |  |
|  | WC          | Roberto Carballés Baena | Roberto Carballés Baena | 6           | 6           |  |  | WC           | Roberto Carballés Baena | Roberto Carballés Baena | 1            | 6(1)         |  |
|  | 13          | James Ward              | James Ward              | 2           | 4           |  |  |              |                         |                         |              |              |  |

### Sezione 2
|  | Primo turno | Primo turno            | Primo turno | Primo turno | Primo turno |  |  | Ultimo turno | Ultimo turno       | Ultimo turno | Ultimo turno | Ultimo turno |  |
|  |             |                        |             |             |             |  |  |              |                    |              |              |              |  |
|  | 2           | João Sousa             | 4           | 6           | 6           |  |  |              |                    |              |              |              |  |
|  |             | Édouard Roger-Vasselin | 6           | 3           | 3           |  |  | 2            | João Sousa         | 6            | 5            | 2            |  |
|  |             | Kenny de Schepper      | 6           | 64          | 62          |  |  | 14           | Alejandro González | 2            | 7            | 6            |  |
|  | 14          | Alejandro González     | 3           | 7           | 7           |  |  |              |                    |              |              |              |  |

### Sezione 3
|  | Primo turno | Primo turno        | Primo turno        | Primo turno | Primo turno |  |  | Ultimo turno | Ultimo turno       | Ultimo turno | Ultimo turno | Ultimo turno |  |
|  |             |                    |                    |             |             |  |  |              |                    |              |              |              |  |
|  | 3           | Vasek Pospisil     | Vasek Pospisil     | 2           | 4           |  |  |              |                    |              |              |              |  |
|  | WC          | Janko Tipsarević   | Janko Tipsarević   | 6           | 6           |  |  | WC           | Janko Tipsarević   | 3            | 6            | 64           |  |
|  |             | Matteo Viola       | Matteo Viola       | 2           | 1           |  |  | 12           | Thanasi Kokkinakis | 6            | 4            | 7            |  |
|  | 12          | Thanasi Kokkinakis | Thanasi Kokkinakis | 6           | 6           |  |  |              |                    |              |              |              |  |

### Sezione 4
|  | Primo turno | Primo turno           | Primo turno           | Primo turno | Primo turno |  |  | Ultimo turno | Ultimo turno         | Ultimo turno         | Ultimo turno | Ultimo turno |  |
|  |             |                       |                       |             |             |  |  |              |                      |                      |              |              |  |
|  | 4           | Daniel Gimeno Traver  | Daniel Gimeno Traver  | 6           | 6           |  |  |              |                      |                      |              |              |  |
|  | WC          | Javier Martí          | Javier Martí          | 3           | 1           |  |  | 4            | Daniel Gimeno Traver | Daniel Gimeno Traver | 6            | 6            |  |
|  | WC          | Roberto Ortega Olmedo | Roberto Ortega Olmedo | 3           | 5           |  |  | 10           | Marsel İlhan         | Marsel İlhan         | 2            | 3            |  |
|  | 10          | Marsel İlhan          | Marsel İlhan          | 6           | 7           |  |  |              |                      |                      |              |              |  |

### Sezione 5
|  | Primo turno | Primo turno    | Primo turno    | Primo turno    | Primo turno |  |  | Ultimo turno  | Ultimo turno  | Ultimo turno | Ultimo turno | Ultimo turno |  |
|  |             |                |                |                |             |  |  |               |               |              |              |              |  |
|  | 5           | Carlos Berlocq | Carlos Berlocq | Carlos Berlocq | 5r          |  |  |               |               |              |              |              |  |
|  |             | Luca Vanni     | Luca Vanni     | Luca Vanni     | 5           |  |  | Luca Vanni    | Luca Vanni    | 6            | 3            | 7            |  |
|  |             | Nicolas Mahut  | Nicolas Mahut  | 7              | 6           |  |  | Nicolas Mahut | Nicolas Mahut | 4            | 6            | 5            |  |
|  | 9           | João Souza     | João Souza     | 64             | 4           |  |  |               |               |              |              |              |  |

### Sezione 6
|  | Primo turno | Primo turno          | Primo turno       | Primo turno | Primo turno |  |  | Ultimo turno | Ultimo turno         | Ultimo turno         | Ultimo turno | Ultimo turno |  |
|  |             |                      |                   |             |             |  |  |              |                      |                      |              |              |  |
|  | 6           | Albert Ramos Viñolas | 62                | 6           | 3           |  |  |              |                      |                      |              |              |  |
|  |             | Ivan Dodig           | 7                 | 4           | 0r          |  |  | 6            | Albert Ramos Viñolas | Albert Ramos Viñolas | 6            | 6            |  |
|  |             | Tobias Kamke         | Tobias Kamke      | 6           | 1           |  |  | 11           | Ričardas Berankis    | Ričardas Berankis    | 3            | 3            |  |
|  | 11          | Ričardas Berankis    | Ričardas Berankis | 7           | 6           |  |  |              |                      |                      |              |              |  |

### Sezione 7
|  | Primo turno | Primo turno       | Primo turno       | Primo turno | Primo turno |  |  | Ultimo turno | Ultimo turno      | Ultimo turno | Ultimo turno | Ultimo turno |  |
|  |             |                   |                   |             |             |  |  |              |                   |              |              |              |  |
|  | 7           | Federico Delbonis | Federico Delbonis | 6           | 6           |  |  |              |                   |              |              |              |  |
|  |             | Jaroslav Pospíšil | Jaroslav Pospíšil | 1           | 4           |  |  | 7            | Federico Delbonis | 6            | 6(1)         | 63           |  |
|  |             | Michael Berrer    | Michael Berrer    | 3           | 2           |  |  | 8            | Thomaz Bellucci   | 4            | 7            | 7            |  |
|  | 8           | Thomaz Bellucci   | Thomaz Bellucci   | 6           | 6           |  |  |              |                   |              |              |              |  |